# Smalviva
Smalviva (Primula stricta), även lappviva och i äldre litteratur fjällviva (ej att förväxla med fjällviva, P. scandinavica) är en perenn växt i släktet vivor. I Finland finns arten med på listan över arter som kräver särskilt skydd.

## Utbredning
Arten har en nordlig utbredning och finns i Skanderna, nordöstra Finland, Sibirien och Kanada samt på Kolahalvön, Grönland och norra Island.

## Utseende och ekologi
Smalviva är en 5–20 centimeter hög ört som trivs på öppna, fuktiga och kalkhaltiga marker. Den växer på klipphyllor, sydbranter, dryashedar, gräsmarker och översilade fjällängar, samt vid älvstränder, vägrenar och stigar. Blomningen sker i juni–juli och blommorna blir violetta med gul mitt. Blommorna är homostyla (har lika långa ståndare och pistiller), har 5–10 millimeter breda kronor och sitter i glesa flockar om två till åtta blommor på en späd stjälk. Fodrets flikar är cirka en tredjedel av fodrets längd. Kapseln blir 5–8 millimeter lång.
Bladen, som sitter i en basal rosett, är tunglika till spatelformade och ibland svagt mjöliga på undersidan. Arten är förväxlingsbar med fjällviva, men har inte lika mjöliga blad och mindre blommor.

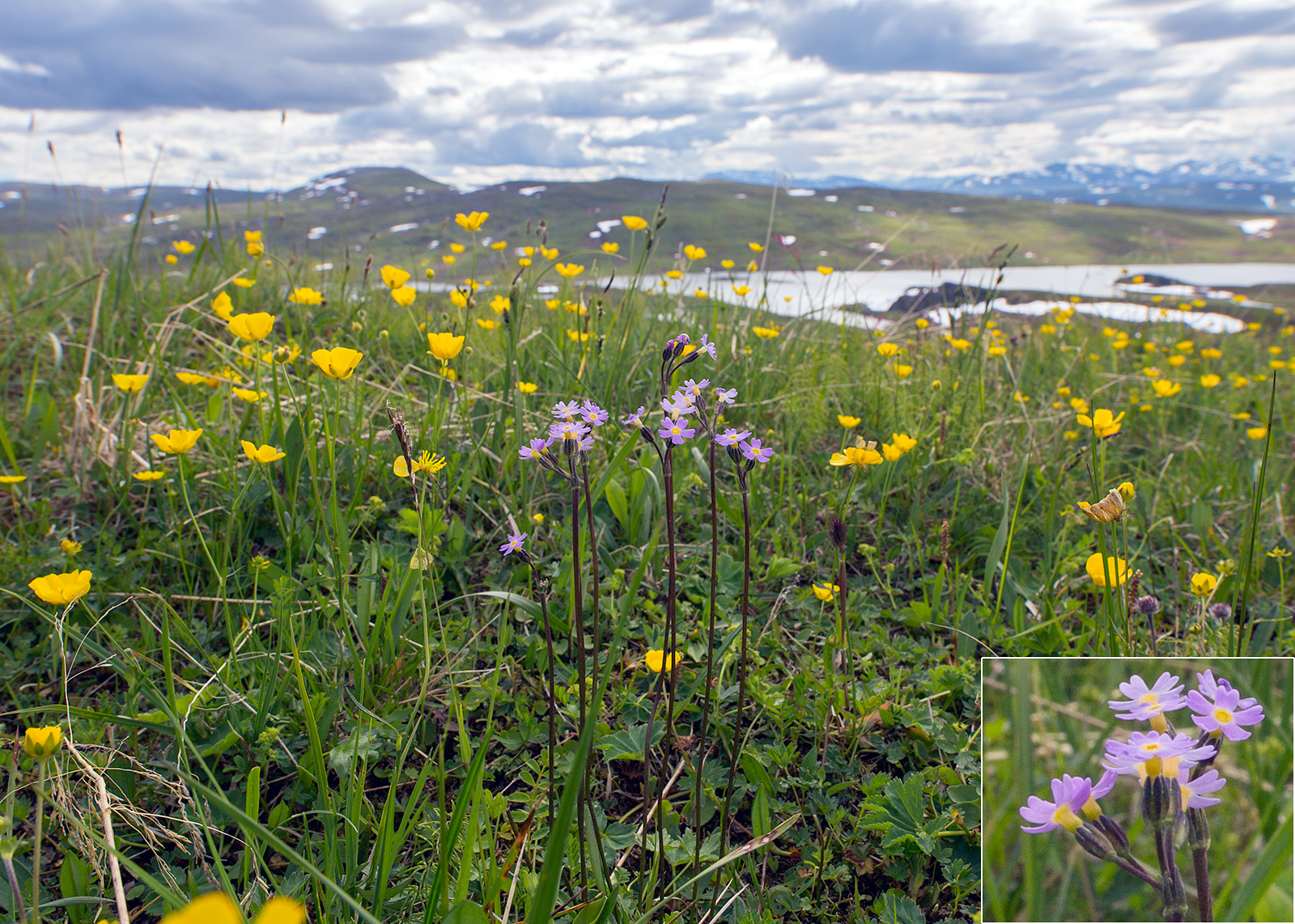
Smalviva vid berget Bajkas i Padjelanta nationalpark.

### Fotnoter
1. ↑  ”Arkiverade kopian”. Arkiverad från originalet den 29 oktober 2013. https://web.archive.org/web/20131029204615/http://www.finlex.fi/data/sdliite/liite/5139.pdf. Läst 9 mars 2008.